# Illa de Bransfield
L'illa de Bransfield és una les illes de l'arxipèlag de Joinville, a tocar de la península Antàrtica, l'Antàrtida. Té una llargada d'uns 8,2 quilòmetres i una amplada de 6,1, per a una superfície total de 37,1 km². Es troba al sud-oest de l'Illa d'Urville, de la qual està separada pel pas de Burden, a l'entrada occidental de l'estret Antàrtic. És una de les moltes illes que formen part de la Terra de Graham.
El nom Point Bransfield li fou donat en memòria d'Edward Bransfield, capità de la Royal Navy, el 1842 per una expedició britànica sota el comandament de James Clark Ross, que batejà d'aquesta manera el punt més occidental del què aleshores pensà era l'illa de Joinville. Un estudi del British Antarctic Survey de 1947 determinà que la part occidental és una illa separada.